# بخش اوپلاند وسبی
بخش اوپلاند وسبی (به سوئدی: Upplands Väsby kommun) یک ناحیه شهری در سوئد است که در شهرستان استکهلم واقع شده‌است.